# عاصم بن عمرو التميمي
عاصم بن عمرو بن مالك الأسيدي التميمي هو أحد زعماء بني تميم وفرسانها وشعرائها، ومن قادة المسلمين في فتوح العراق و بلاد فارس، وأخو القائد الشهير القعقاع بن عمرو، شهد حروب الردة مع خالد بن الوليد وحضر وقعة دومة الجندل ثم إتجه معه إلى العراق، برز في معركة القادسية وكان له بلاء حسن فيها كماكان قائد كتيبة الأهوال فيها، ثم قاد الجيش إلى فتح طبرستان وحاصر أهلها حتى فتحها عنوة ورضى أهلها بالصلح ودفع الجزية

## فيمعركة دومة الجندل12 هـ
كان أهل دومة الجندل قد إرتدوا وكاتبوا الأعراب من كلب وبهراء وغسان وتنوخ وغيرهم وكانت الدومة على رئيسين هما  أكيدر بن عبد الملك والجودي بن ربيعة، ولما علم أكيدر بمسير المسلمين إليهم فر من دومة فأرسل أمير جيش المسلمين خالد بن الوليد رضي الله عنه عاصم بن عمرو التميمي ليعترضه فأعترضه وأخذه ثم ضربت عنقه، وقد حمى عاصم بن عمرو الأقرع بن حابس التميمي أسراء بني كلب وقالوا أنهم قد أجاروهم أما بقي الأسراء من الأعراب فقد ضربت أعناقهم.

## مع كسرى
أرسله سعد بن ابى وقاص إلى كسرى يزدجرد ملك الفرس مع بعض الوجهاء المسلمون قبيل معركة القادسية، وعندما لقي كسرى الرسل أراد أن يهينهم فقال لهم إرجعوا إلى صاحبكم وأعلموه بإني مرسلٍ إليه رستم حتى يدفنه وجنوده في خندق القادسية وينكل به وبكم من بعد، ثم قال من أشرفكم نسباً فقال له عاصم أنا أشرفهم فأعطاه كيس مملوا بالتراب وقال أذهبوا، فتفائل به عاصم وأنطلق به إلى معسكر جيش المسلمين ورماه بين يدي المسلمين وقال أبشروا فقد والله أعطانا الله أقاليد ملكهم، فلم يزل بعدها شرف الصحابة يزداد كل يوم علوا ورفعة وينحط أمر الفرس.

## دوره فيمعركة القادسية
بعد أن لقي المسلمين عناء عظيم من فيلة الفرس بالقادسية أرسل أمير جيش المسلمين سعد بن أبي وقاص إلى عاصم بن عمرو يا معشر بني تميم ألستم أصحاب الإبل والخيل أما عندكم لهذه الفيلة من حيلة؟ ، فقالوا بلى والله، ثم نادى عاصم رجالاً من قومه لهم ثقافة وقال لهم يا معشر الرماة ذبوا ركبان الفيلة عنهم بالنبل، وقال لأهل الثقافة من قومه وهم الذي يجيدون إسخدام الرمح إستدبروا الفيلة فأقعطعواوضنها، ثم خرج يحميهم وأقبل أصحاب عاصم على الفيلة فأخذوا بأذنابها وتوابيتها فقعطوا وضنها كما أمرهم عاصم، فأرتفع عوائها، فما بقي يومها فيل للفرس إلى وأعري وقتلوا من كان عليها في التوابيت.نص الصفحة.

## فتح إقليم سجستان
بعد معركة القادسية التي إنتصر فيها المسلمون نصراً كبيراً، قصد عاصم بن عمرو سجستان وأشتبك مع أهلها الموالين لكسرى ملك الفرس فأنتصر عليهم في أرضهم ثم تبعهم حتى حصرهم في حصن لهم يقال له بزرنج حتى طلبوا منه الصلح فصالحهم عاصم بعد أن رضوا بدفع الجزية.